# Nidda (Hesse)
Nidda é um município da Alemanha, situado no distrito de Wetterau, no estado de Hesse. Tem 118,34 km² de área, e sua população em 2019 foi estimada em 17.203 habitantes.